# Brixia pullomaculation
Brixia pullomaculation är en insektsart som beskrevs av Victor Lallemand och Synave 1955. Brixia pullomaculation ingår i släktet Brixia och familjen kilstritar. Inga underarter finns listade i Catalogue of Life.